# Sieben Sünden
Sieben Sünden ist ein Lied des deutschen Schlagersängers, Komponisten und Musikproduzenten Uwe Busse. Das Stück ist die dritte Singleauskopplung aus seinem zweiten Studioalbum Ich habe einen Traum. Größere Bekanntheit erlangte das Stück durch eine Coverversion von DJ Ötzi und Marc Pircher aus dem Jahr 2006.

## Entstehung und Artwork
Geschrieben und produziert wurde das Lied von Uwe Busse. Arrangiert, aufgenommen und programmiert wurde das Lied von Rainer Kalb. Als Instrumentalisten wurden Rainer Kalb am Keyboard und Peter Schneider an der Gitarre engagiert. Die Single wurde unter dem Musiklabel Koch Universal veröffentlicht und durch den Big Ears Musikverlag vertrieben. Die Aufnahmen fanden in Busses eigenem Tonstudio in Bad Arolsen statt. Auf dem Cover der Maxi-Single ist – neben Künstlernamen und Liedtitel – Uwe Busse vor einem roten Hintergrund auf einem Hocker sitzend zu sehen. Geschossen wurde das Coverbild von Manfred Esser.

## Veröffentlichung und Promotion
Die Erstveröffentlichung von Sieben Sünden erfolgte als Airplay im Juni 2003. Die Veröffentlichung als Single erfolgte am 16. Juni 2003 in Deutschland. Die Maxi-Single beinhaltet neben einer Remixversion von Sieben Sünden das Lied Love Hotel als B-Seite. Für die im selben Jahr veröffentlichte DVD Ich habe einen Traum wurde ein Musikvideo zu Sieben Sünden gedreht, dies wurde aber nicht eigenständig veröffentlicht, sondern nur im Zusammenhang dieser DVD.

## Inhalt
Der Liedtext zu Sieben Sünden ist in deutscher Sprache verfasst. Die Musik und der Text wurden von Uwe Busse geschrieben. Musikalisch bewegt sich das Lied im Bereich der Schlagermusik. Neben dem Hauptgesang von Busse sind im Hintergrund die Stimmen von Christiane Eiben und Rainer Kalb zu hören.

## Mitwirkende
| Liedproduktion - Uwe Busse: Gesang, Komponist, Liedtexter, Musikproduzent - Christiane Eiben: Hintergrundgesang - Rainer Kalb: Arrangement, Hintergrundgesang, Keyboard, Programmierung, Tonmeister - Peter Schneider: Gitarre | Artwork - Manfred Esser: Fotograf (Coverbild) Unternehmen - Big Ears Musikverlag: Vertrieb - Koch Universal: Musiklabel |

## Coverversionen

### DJ Ötzi und Marc Pircher
Entstehung und Veröffentlichung
Bei 7 Sünden von DJ Ötzi und Marc Pircher handelt es sich um eine reine Coverversion des Originals von Uwe Busse. Das Stück ist die erste Singleauskopplung aus Ötzis achtem Studioalbum Sternenstunden. Produziert wurde die Single von Christian Seitz. Auf dem Cover der Maxi-Single sind – neben Künstlernamen und Liedtitel – Ötzi und Pircher vor dem Hintergrund einer Bergkulisse zu sehen. Die Erstveröffentlichung von 7 Sünden erfolgte unter dem Musiklabel Polydor am 24. Februar 2006 in Deutschland, Österreich und der Schweiz statt. Eine veröffentlichte 2-Track-Single beinhaltet neben der Radioversion eine Karaoke-Version von 7 Sünden als B-Seite. Die Maxi-Single ist um zwei weitere Remixversionen des Liedes erweitert. Um das Lied zu bewerben, folgten einige gemeinsame Fernsehauftritte in verschiedenen Schlagerformaten. Ein offizielles Musikvideo wurde nie gedreht.
Chartplatzierungen
7 Sünden erreichte in Deutschland Position 30 der Singlecharts und konnte sich insgesamt 14 Wochen in den Charts halten. In Österreich erreichte die Single Position zwei und konnte sich insgesamt acht Wochen in den Top 10 und 27 Wochen in den Charts halten. In der Schweiz erreichte die Single in einer Chartwoche Position 79 der Charts. Obwohl es das Lied nicht auf Platz eins schaffte, war es trotzdem für einen Zeitraum von drei Wochen der erfolgreichste deutschsprachige Song in den österreichischen Singlecharts.
Für DJ Ötzi war dies der 15. Charterfolg in den deutschen Singlecharts sowie der 17. in Österreich und der siebte in der Schweiz. Es war sein achter Top-10 Erfolg in Österreich. Zum siebten Mal konnte sich eine Single von ihm gleichzeitig in den D-A-CH-Staaten platzieren. Für Marc Pircher war es der erste Charterfolg in allen D-A-CH-Staaten; bis heute konnte sich in allen Ländern keine Single von ihm höher oder länger in den Charts platzieren. Für Uwe Busse als Autor war es der 25. Charterfolg in den deutschen Singlecharts sowie der zweite in Österreich und der erste in der Schweiz. Es war sein erster Top-10 Erfolg in Österreich. In Österreich und der Schweiz konnte sich bis heute keine Single höher und länger in den Charts platzieren.
| ChartsChartplatzierungen | Höchstplatzierung | Wochen |
| ------------------------ | ----------------- | ------ |
| Deutschland (GfK)        | 30 (14 Wo.)       | 14     |
| Österreich (Ö3)          | 2 (27 Wo.)        | 27     |
| Schweiz (IFPI)           | 79 (1 Wo.)        | 1      |

| ChartsJahrescharts (2006) | Platzierung |
| ------------------------- | ----------- |
| Österreich (Ö3)           | 24          |

Auszeichnungen für Musikverkäufe
Im März 2023 erhielt Sieben Sünden eine Goldene Schallplatte für über 150.000 verkaufte Einheiten in Deutschland, damit zählt es zu einem der meistverkauften Schlager in Deutschland der 2000er-Jahre.
| Land/Region        | Auszeichnungen für Musikverkäufe (Land/Region, Auszeichnung, Verkäufe) | Verkäufe |
| ------------------ | ---------------------------------------------------------------------- | -------- |
| Deutschland (BVMI) | Gold                                                                   | 150.000  |
| Insgesamt          | 1× Gold ·                                                              | 150.000  |

### Weitere Coverversionen
- 2003: Jan Smit (niederländische Version: Zeven zonden)
- 2004: Marc Pircher
- 2005: Thomas Berge (niederländische Version: Als jij lacht)
- 2006: Antonia aus Tirol (Keine Sünde)
- 2008: Christoff (niederländische Version: Zeven zonden)